# Force of Will
Force of Will (in italiano: "Forza di Volontà") è un gioco di carte collezionabili giapponese creato da Eiji Shishido, lanciato in Giappone il 27 ottobre 2012. In Italia, il gioco è stato introdotto nella seconda metà del 2014.
Presenta caratteristiche simili ad altri giochi di carte collezionabili, come Magic: The Gathering, Yu-Gi-Oh! Trading Card Game, Hearthstone e Pokémon Trading Card Game, ma si distingue per alcune particolarità. Tra queste, la presenza di carte a doppia faccia, denominate "Sovrano", che ogni giocatore deve disporre e mostrare all'avversario all'inizio del match, e l'uso di due mazzi distinti da cui si possono pescare carte specifiche.

## La storia
Il gioco di carte è stato ideato dall'imprenditore Eiji Shishido, un ex giocatore di Magic: l'Adunanza. Shishido fondò l'azienda "Force of Will Co. Ltd". con l'obiettivo di lanciare un nuovo gioco di carte collezionabili sul mercato giapponese. La prima versione del gioco fu rilasciata in Giappone nell'ottobre del 2012, inizialmente tramite mazzi precostruiti. La prima espansione del gioco debuttò il 1º dicembre 2012 in Giappone, e il gioco venne esportato nel 2014.

## L'arrivo in Italia
Il gioco di carte arrivò in Italia nella seconda metà del 2014, grazie alla collaborazione con Gametrade Distribuzione, un'azienda italiana specializzata nella distribuzione di giochi di carte collezionabili e affini. La prima espansione pubblicata in Italia fu Fiaba della Luna Scarlatta, lanciata sul mercato il 22 settembre 2014.

## Il gioco organizzato
Oltre alle partite tra amici, esiste un circuito competitivo dedicato al gioco organizzato di Force of Will, che comprende tornei regionali (Masters Qualifier), nazionali (Italian Masters), europei (Grand Prix ed European Masters) e mondiali (World Grand Prix).
A livello locale, vengono organizzati eventi come il Masters Store Championship, la Ruler League e, in occasione del lancio di nuove espansioni, i Pre-release e le Release Celebration.

### Tipi di Tornei
- Prerelease Party (Torneo di livello 1)
- Release Celebration (Torneo di livello 1)
- Masters Qualifier (Torneo di livello 1)

Il Masters Qualifier è un torneo regionale il cui obiettivo è selezionare i giocatori per i tornei nazionali, gli Italian Masters.
- Italian Masters (Torneo di livello 2)

L'Italian Masters è un torneo nazionale che ha come scopo la selezione dei giocatori per gli European Masters. Solo i giocatori che si sono qualificati nel Masters Qualifier possono partecipare a questo torneo.
- European Masters (Torneo di livello 3)

L'European Masters è un torneo di prestigio organizzato a livello europeo. I primi 32 classificati ricevono come premio un pass per accedere al successivo European Masters dell'anno successivo, senza necessità di qualificarsi attraverso i tornei nazionali. Solo i giocatori che si sono classificati negli Italian Masters possono partecipare a questo evento.
- Grand Prix Trial (Torneo di livello 3)

Il Grand Prix Trial (in italiano: Prova del Gran Premio) è un torneo organizzato a livello regionale che mette in palio ingressi standard gratuiti per il Grand Prix.
- Clash at the Colosseum (Torneo di livello 3)

- Grand Prix (Torneo di livello 4)

Il Grand Prix (in italiano: Gran Premio) è un torneo organizzato a livello continentale con l'obiettivo di selezionare i giocatori per i mondiali, i World Grand Prix.
- World Grand Prix (Torneo di livello 5)

Il World Grand Prix (in italiano: Gran Premio dei Mondiali) è un torneo organizzato a livello globale ed è uno dei tornei di prestigio. Il primo classificato viene proclamato miglior giocatore dell'anno di Force of Will. Solo i giocatori che si sono qualificati nel Grand Prix possono partecipare al torneo.
Masters Store Championship (Torneo di livello 1)
Ruler League (Torneo di livello 1)
Wanderer League (Torneo di livello 1)

## Regole del gioco

Terreno di gioco di Force of Will.
1: "Mazzo principale";
2: "Terreno";
3: "Mazzo delle pietre magiche";
4: "Cimitero";
5: "Life Break";
6: "Area d'attesa";
7: "Sovrano";
8: "Area delle pietre magiche".

Il gioco include numerose funzioni ed effetti che creano obblighi o vantaggi per uno o più giocatori. Le regole vengono attualmente modificate frequentemente, pur mantenendo la stessa struttura di base. I regolamenti, costantemente aggiornati, sono rilasciati all'interno dei nuovi mazzi tematici e sono anche disponibili per il download gratuito online, consentendo ai giocatori di accedervi in modo semplice e veloce.

### Terreno di gioco
Il terreno di gioco comprende diverse aree con specifiche funzionalità. Attualmente ci sono solo 10 aree di gioco così definite: "Mano", "Mazzo principale", "Mazzo delle pietre magiche", "Sovrano", "Life Break", "Terreno", "Cimitero", "Rimozione", "Area delle pietre magiche" e "Area d'attesa".

#### Mano
La "Mano" è la zona di gioco esterna in cui i giocatori tengono le carte pescate dal "Mazzo Principale" e valutano le mosse da fare. All'inizio della partita, i giocatori pescano rispettivamente 5 carte; il giocatore che inizia per primo non pesca alcuna carta dal "Mazzo Principale", mentre il secondo giocatore pescherà la sesta carta all'inizio del proprio turno. Le carte della "Mano" possono essere viste esclusivamente dal giocatore proprietario, a meno che non ci siano abilità che consentano agli avversari di vedere le carte della "Mano" avversaria. Ogni giocatore non può avere più di 7 carte in "Mano" e, alla fine del proprio turno, il giocatore che ha più di 7 carte dovrà scartare carte nel "Cimitero" fino a raggiungere esattamente 7 carte in "Mano". All'inizio del gioco, ciascun giocatore ha la facoltà di scegliere eventuali carte da scartare, mettendole in fondo al "Mazzo Principale", e pescare un numero di carte pari a quelle scartate. Durante questo processo, non è consentito mischiare il mazzo.

#### Mazzo Principale
Il "Mazzo Principale" è il mazzo da cui i giocatori pescano le carte durante il gioco. Può contenere un minimo di 40 carte e un massimo di 60 carte. Il "Mazzo Principale" può includere tutti i tipi di carte, ad eccezione dei "Sovrani", delle "Pietre Magiche" e delle carte che contengono nel nome "(Straniero)".

#### Mazzo delle Pietre Magiche
Il "Mazzo delle Pietre Magiche" è il secondo mazzo da cui i giocatori pescano le "Pietre Magiche" per pagare i costi di "Volontà" delle carte. Questo mazzo può avere un minimo di 10 carte e un massimo di 20 carte, e può contenere esclusivamente le carte "Pietra Magica" e "Pietra Magica Speciale".

#### Sovrano
L'area "Sovrano" è la zona di gioco in cui viene posizionato il "Sovrano" del giocatore. Ogni giocatore può giocare un solo "Sovrano" per partita.

#### Life Break[5]
L'area "Life Break" è l'unica zona di gioco influenzata dai propri "Punti Vita". Prima di iniziare una partita, il giocatore può decidere se utilizzare questa zona. Se opta per sfruttarla, deve posizionare 4 carte coperte nella zona "Life Break", sovrapponendole leggermente una sopra l'altra, dopo aver pescato le 5 carte iniziali.Questa zona funziona esclusivamente con le carte che possiedono l'abilità "Break"; le carte prive di questa abilità vengono immediatamente inviate al "Cimitero". Le carte con l'abilità "Break" possono essere giocate a condizione che venga pagato il costo di "Volontà" richiesto dalla carta stessa. Per utilizzare le 4 carte coperte nella zona "Life Break", è necessario rispettare specifici criteri relativi ai "Punti Vita". Quando il totale dei "Punti Vita" rientra in una delle fasce indicate, il giocatore può pescare una o più carte dall'area "Life Break". Quest'area di gioco è esclusiva del formato "Origin".
Schema del criterio di "Life Break":
| "Punti Vita" richiesti    | Numero carte che si possono scoprire |
| ------------------------- | ------------------------------------ |
| da 4000 a 3100 punti vita | 1 sola carta                         |
| da 3000 a 2100 punti vita | da 1 a 2 carte                       |
| da 2000 a 1100 punti vita | da 1 a 3 carte                       |
| da 1000 in giù punti vita | da 1 a 4 carte                       |

#### Terreno
Il "Terreno" è la zona di gioco in cui vengono giocate la maggior parte delle carte (escluse il "Sovrano" e le "Pietre Magiche", che hanno aree apposite). Non ci sono limiti al numero di carte che il giocatore può piazzare nel "Terreno", a meno che non ci siano carte che si auto-limitano tramite abilità o abilità che influenzano il "Terreno".

#### Cimitero
Il "Cimitero" è l'area di gioco in cui vengono riposte le carte che sono state usate, scartate, bandite o distrutte. Il "Cimitero" non influisce in alcun modo sugli eventi di gioco tra i giocatori, a meno che non ci siano abilità che lo influenzino.

#### Rimozione
L'area "Rimozione" è una zona di gioco esterna dove vengono riposte tutte le carte rimosse dal gioco durante la partita.

#### Area delle Pietre Magiche
L'"Area delle Pietre Magiche" è una zona esclusiva per le carte "Pietra Magica" e "Pietra Magica Speciale". Ogni turno, se si decide di "spossare" il "Sovrano", si può pescare una carta dal "Mazzo delle Pietre Magiche" e posizionarla nell'"Area delle Pietre Magiche". All'inizio del proprio turno, le "Pietre Magiche" "spossate" vengono "recuperate".

#### Area d'Attesa
L'"Area d'Attesa" è una zona in cui qualsiasi tipo di carta (ad eccezione di sovrani e pietre magiche) può essere posizionata a faccia in giù. Le carte "Magia" categorizzate come "Canto-Attesa" richiedono un turno di attesa per essere giocate, mentre i risonatori con l'abilità simbolo "Furtivo" possono essere giocati immediatamente. Tutti gli altri tipi di carte, una volta posizionati, non possono più essere attivati. Per posizionare carte nell'Area d'Attesa è richiesto un costo di "Volontà" pari a "Vuoto".

### Tipi di carte
Pallini colorati e 1: Indica i costo di Volontà di una carta, dove sono illustrati i simboli degli attributi colorati, il costo colorato della carta che può essere pagato con un massimo di cinque colori, mentre il cerchio con "1" e riservato ai costi incolore rappresentati in numeri che possono arrivare a cifre superiori a quelli dei colori.
A: Indica il nome della carta. Nel mazzo non possono stare più di quattro carte con lo stesso nome.
B: Il box dove viene mostrato l’illustrazione della carta.
C: E il box dove vengono inseriti i dati come: Tipo, Super tipo e Sottotipo; Il testo degli effetti della carta e il testo (non utilizzato ai fini del gioco) che racconta una parte della storia del mondo di Force of Will.
D: Indica le capacità di Attacco e Difesa di una carta, se la Difesa di una carta viene superata dalla statistica d'attacco dell’avversario e/o diventa pari a 0 la carta viene annientata e viene messa nel Cimitero.
E: E il box dove vengono inseriti i dati espansione di appartenenza della carta, il numero del suo collocamento all'interno della espansione, la rarità della carta, la copyright dell’azienda che possiede i diritti e il nome o soprannome dell’illustratore che ha creato la illustrazione della carta.
Le carte si dividono in sei colori, ognuno corrispondente a precise strategie di gioco, e in sei categorie, "Sovrano", "Risonatore", "Addizione", "Magia" e "Pietra Magica", che a loro volta si dividono in sotto-categorie con funzioni specifiche. Con l'uscita dei mazzi "Faria, La Sacra Regina e Melgis, il Re della Fiamme" è stato introdotto un nuovo tipo di carta denominata "Emblema".

#### Carte Sovrano/Sovrano-G
Ogni giocatore può possedere un solo "Sovrano" nel mazzo. Quando il "Sovrano" viene "spossato" (ossia girato in orizzontale), consente di pescare una carta dal mazzo delle "Pietre Magiche" (questa azione è chiamata "convocare una pietra magica"). La maggior parte delle carte "Sovrano" possiede un'abilità esclusiva chiamata "Attiva-G", che permette di effettuare il "giudizio", trasformando il "Sovrano" in un "Sovrano-G" dotato di "ATK", "DEF" e abilità extra. Se un "Sovrano-G" viene distrutto in combattimento, ritorna nella sua area sovrano nella sua forma originale e perde l'abilità "Attiva-G", diventando un sovrano "astrale" (questo non avviene se presenta l'abilità simbolo "Indistruttibile"); tutte le altre abilità possono comunque essere utilizzate.

#### Carte Risonatore
Le carte "Risonatore", conosciute anche come carte "Servitore", sono sostanzialmente delle evocazioni. Queste carte vengono utilizzate per attaccare l'avversario, il "Sovrano-G" dell'avversario, i "Risonatori" dell'avversario e per difendersi dagli attacchi avversari.

#### Carte Addizione
Le carte "Addizione" si suddividono in tre categorie: "Addizione Terreno", "Addizione Risonatore" e "Addizione". Le carte categorizzate come "Addizione Terreno" influenzano il terreno di gioco, mentre le carte categorizzate come "Addizione Risonatore" funzionano come equipaggiamenti che forniscono ai "Risonatori" bonus o abilità extra. Le carte "Addizione" possono sia influenzare il campo di gioco sia fungere da equipaggiamenti per i risonatori, ma solo quando equipaggiate tramite l'abilità simbolo "Assegnare".

#### Carte Emblema
Le carte "Emblema" sono esclusivamente dell’attributo "Vuoto" e, nella maggior parte dei casi, non richiedono costi di "Volontà" (il costo di Volontà è 0). Per attivare gli effetti di queste carte, è necessario sostenere costi come "Spossa", costi di "Volontà" incolore o colorati, o possedere un determinato Sovrano sul terreno di gioco. Questa tipologia di carta è stata introdotta con l'espansione "I Sette Re".

#### Carte Magia
Le carte "Magia" si suddividono in tre categorie: "Canto", "Canto-Istantanea" e "Canto-Attesa". Ogni categoria ha funzionamenti specifici. Le carte categorizzate come "Canto" sono magie semplici che possono essere utilizzate solo nel proprio turno di gioco. Le carte "Canto-Istantanea" (o magie "Canto" con l'abilità simbolo "Lanciorapido") possono essere giocate in qualsiasi momento, inclusi i turni dell'avversario. Le carte "Canto-Attesa" devono essere posizionate nell'"Area d'Attesa" prima di poter essere utilizzate (possono essere impiegate anche durante i turni dell'avversario). Inoltre, possono essere utilizzate come se fossero carte "Canto-Istantanea", se la loro condizione di Innesco lo consente; in questo caso, è necessario pagare il costo di volontà indicato sulla carta.

#### Carte Pietra Magica
Le carte "Pietra Magica" producono uno specifico colore di "Volontà" necessario per il pagamento dei costi di "Volontà" richiesti dalle carte per essere giocate o per attivarne le abilità. Le carte "Pietra Magica Speciale" generalmente producono più tipologie di colori di "Volontà" o garantiscono altri vantaggi nel gioco.

#### Simboli e Termini di Gioco
Il gioco include simboli che indicano azioni o costi di gioco, mentre alcuni termini specificano effetti o fasi di gioco.

#### Attributi
Il gioco si basa su 5 attributi specifici (chiamati in gergo "colori") e 1 attributo universale:
- Luce: riconosciuto dal colore giallo e da due stelle a otto punte.
- Oscurità: riconosciuto dal colore viola e da una mezza luna.
- Fuoco: riconosciuto dal colore rosso e da fiamme.
- Acqua: riconosciuto dal colore azzurro e da due gocce d'acqua.
- Vento: riconosciuto dal colore verde e da una piuma.
- Vuoto (chiamato in gergo "Incolore"): riconosciuto dal colore bianco e da tre ingranaggi.[4][5]

#### Attributi Speciali
Esistono attributi speciali forniti esclusivamente dalle "Pietre Magiche Speciali". Attualmente, l'unico attributo speciale disponibile è l’attributo "Luna", introdotto con l'espansione "Il Ritorno della Sacerdotessa della Luna".

#### Abilità e Abilità Simbolo
Il gioco include effetti speciali suddivisi in "Abilità" e "Abilità simbolo", che offrono vantaggi o svantaggi ai giocatori.

### Abilità
- Attiva: Il giocatore può attivare questa "Abilità" pagando il costo richiesto dalla carta. Questi effetti possono essere attivati più volte, a condizione che il costo venga pagato ogni volta.

- Attiva-G: Questa è un'abilità esclusiva delle carte "Sovrano". Quando si attiva l’effetto, la carta viene capovolta nella faccia "Sovrano-G". Questa abilità può essere utilizzata solo durante la fase principale.

- Break

Questa "Abilità" può attivarsi esclusivamente quando viene pescata dall’area "Life Break" una carta che la possiede. La maggior parte di queste carte non richiede costi di attivazione.
- Continuo

Gli effetti con l'abilità "Continuo" rimangono attivi finché le carte sono presenti sul "Terreno" di gioco. Alcune carte possono richiedere condizioni specifiche affinché il loro effetto rimanga attivo.
- Entrata

L’effetto "Entrata" si attiva esclusivamente quando le carte dotate di questa abilità vengono evocate con successo sul terreno.
- Attacco Improvviso

Le carte con l’abilità simbolo "Attacco Improvviso" infliggono danno da battaglia prima di subire danni in risposta.
- Precisione (precedentemente chiamato Attacco Mirato)

Le carte con l’abilità simbolo "Precisione" hanno la capacità di attaccare le carte non spossate, garantendo così un attacco diretto e strategico. Questa versione è più chiara e strutturata, facilitando la comprensione delle diverse abilità e dei loro effetti.
- Esplodere

Le carte con l'"Abilità simbolo" "Esplodere" distruggono le carte con attacco (ATK) superiore alla loro difesa (DEF). Se le carte con "Esplodere" infliggono danno da battaglia a un'altra carta, entrambe le carte vengono distrutte durante l'"interfase di battaglia" nella "sottofase di risoluzione" della battaglia. Gli effetti si applicano quando i danni inflitti in battaglia sono maggiori di 0.
- Indistruttibile

Le carte con l'"Abilità simbolo" "Indistruttibile" non perdono la loro abilità simbolo "Attiva-G" una volta distrutte.
- Innesco

Le carte con l'"Abilità simbolo" "Innesco" richiedono costi di lancio che variano da carta a carta per attivare i loro effetti.
- Perforare

Le carte con l'"Abilità simbolo" "Perforare" infliggono danno pari alla differenza tra il danno subito da un risonatore bloccante avversario e il danno letale per tale risonatore, al bersaglio originale del proprio attacco. Nel caso in cui l'attacco non venga bloccato, questa abilità non avrà effetto. 
- Volare

Le carte con l'"Abilità simbolo" "Volare" non possono essere bloccate tranne che da altre carte con "Volare". Le carte "spossate" con "Volare" possono essere attaccate dalle carte che non possiedono "Volare".
- Rapidità

Le carte con l’"Abilità simbolo" "Rapidità" non risentono della debolezza da evocazione.

#### Simboli di gioco

Icona Spossa (ruota la carta in orizzontale) di Force of Will.

Nelle carte sono presenti dei Simboli che corrispondono a determinate richieste di attivazione o condizioni per essere effettuate, di solito i simboli "Attributo" e "Attributo speciale" sono riservati a costi di attivazione o di riferimento a determinate condizioni che impone la carta per essere attivata. Invece il simbolo "Spossa" rappresentato con un’icona di una carta in orizzontale con una freccia che indica il movimento, di solito sono riservati a costi di attivazione o per produrre della "Volontà" da spendere per altre carte.

#### Rapidità
Le carte con l’abilità simbolo "Rapidità" non subiscono gli effetti della debolezza da evocazione.

#### Volare
Le carte con l’abilità simbolo "Volare" non possono essere bloccate, ad eccezione delle carte che possiedono anch'esse "Volare". Le carte "spossate" con "Volare" possono essere attaccate da carte che non hanno questa abilità.

### Simboli di Gioco

#### Icona Spossa
L'icona "Spossa", che rappresenta una carta ruotata orizzontalmente, è utilizzata nel gioco Force of Will. All'interno delle carte sono presenti simboli che indicano specifiche richieste di attivazione o condizioni necessarie per l'uso. In generale, i simboli "Attributo" e "Attributo speciale" sono riservati ai costi di attivazione o alle condizioni che la carta impone per essere attivata. Il simbolo "Spossa", rappresentato da un’icona di una carta in orizzontale con una freccia che indica il movimento, è solitamente utilizzato per i costi di attivazione o per generare "Volontà" da spendere su altre carte. Questa versione migliora la chiarezza e la fluidità del testo, mantenendo tutte le informazioni essenziali.

### Turni e Fasi di gioco[4][5][8]
Preparazione della partita
1. Ogni giocatore posiziona contemporaneamente il suo sovrano, mettendolo nella sua area del sovrano, quindi la partita comincia.
2. Preparazione del Mazzo: Ogni giocatore prepara il proprio mazzo principale, il mazzo delle pietre magiche e la carta sovrano.
3. Mischiare i Mazzi: Ogni giocatore mescola il proprio mazzo principale e il mazzo delle pietre magiche, posizionando ciascuno di essi nelle rispettive zone di gioco.
4. Determinazione del Giocatore Iniziale: I giocatori utilizzano un metodo casuale (come Testa o Croce, Dado, Morra Cinese o Conta) per determinare chi inizierà la partita.
5. Pesca delle Carte: Ogni giocatore pesca cinque carte dal proprio mazzo principale e le tiene nella mano.
6. Mulligan: A partire dal giocatore che inizia, ogni giocatore può scegliere un numero qualsiasi di carte dalla propria mano e metterle in fondo al mazzo principale in qualsiasi ordine, quindi pescare un numero equivalente di carte. Questo processo è chiamato "Mulligan".
7. Posizionamento del Sovrano: Infine, ogni giocatore posiziona contemporaneamente il proprio sovrano nella propria area dedicata, e la partita ha inizio.

### Fasi di gioco

#### 1. Fase di Acquisizione
- Prima Fase di Gioco: Il giocatore che inizia non pesca la prima carta durante la fase di acquisizione nel suo primo turno.
- Fasi Avanzate: Pesca una carta dal tuo mazzo principale e mettila nella tua mano.

#### 2. Fase di Recupero
- Prima Fase di Gioco: Ogni giocatore salta la propria fase di recupero durante il primo turno.
- Fasi Avanzate: Recupera tutte le tue carte spossate girandole in verticale.

#### 3. Fase Principale
Durante la fase principale, il giocatore può effettuare diverse azioni in qualsiasi ordine e un numero illimitato di volte. Le azioni disponibili includono:
- Convocare una Pietra Magica: Spossando il tuo sovrano o sovrano-G, puoi convocare solo una pietra magica per turno. Metti la prima carta del tuo mazzo delle pietre magiche scoperta nella tua area delle pietre magiche. Da quel momento, puoi spossarla per produrre "Volontà".
- Mettere un Risonatore o un Emblema: Puoi mettere un risonatore o un emblema dalla tua mano nel tuo terreno, pagando il costo associato.
- Aggiungere un’Addizione: Puoi aggiungere un’addizione dalla tua mano a un'altra carta o al tuo terreno, pagando il costo richiesto. Quando aggiungi un’addizione a un'altra carta, mettila direttamente sotto quella carta per indicare a quale carta è associata.
- Giocare una Magia: Canto: Puoi giocare una Magia: Canto dalla tua mano pagando il costo. Segui le istruzioni della carta nell'ordine in cui sono scritte, quindi mettila nel tuo cimitero.
- Mettere una Carta nella Tua Area-Canto Attesa: Puoi pagare ② per mettere una carta dalla tua mano coperta nella tua area canto-attesa. A partire dal prossimo turno, puoi giocare quella carta se è una Magia: Canto-Attesa senza pagare il suo costo e se viene soddisfatta la sua condizione di Innesco.
- Dichiarare una Battaglia: Consulta la sezione "Battaglia" per maggiori dettagli su come dichiarare una battaglia.
- Effettuare il Giudizio: Consulta la sezione "Giudizio" per maggiori dettagli su come effettuare il giudizio.

4. Fase Finale
- Tutto il danno inflitto ai risonatori e al sovrano-G viene rimosso. Se il giocatore di turno ha più carte in mano del proprio limite, deve scartare fino a raggiungere un numero di carte pari al suo limite di carte in mano, che è fissato a sette. Successivamente, l’avversario del giocatore di turno diventa il nuovo giocatore di turno e inizia il proprio turno. Questa versione è più chiara e mantiene la struttura necessaria per una facile comprensione delle regole.

### Battaglia
La fase di Battaglia nel gioco "Force of Will" è un momento cruciale in cui i giocatori possono attaccare e difendersi. Ecco un riassunto delle principali meccaniche di questa fase:
1. Dichiarazione dell'Attacco: Il giocatore di turno può scegliere un risonatore o un sovrano-G per attaccare. Questo risonatore o sovrano-G viene "spossato" (girato in orizzontale) e diventa l'attaccante.
2. Blocco dell'Attacco: L'avversario ha la possibilità di spossare uno dei suoi risonatori o sovrano-G recuperati per bloccare l'attaccante. Se il bloccante viene utilizzato, si verifica un combattimento tra l'attaccante e il bloccante.
3. Danno da Battaglia:
  - Se l'attaccante colpisce un risonatore o un sovrano-G spossato e non viene bloccato, infliggono danno l'uno all'altro.
  - Se l'attaccante colpisce direttamente il giocatore avversario senza essere bloccato, infligge danno pari al suo ATK (potere di attacco) al giocatore, che perde punti vita equivalenti.
  - Se il danno inflitto a un risonatore è pari o superiore al suo DEF (potere di difesa), quel risonatore viene distrutto e messo nel cimitero del suo proprietario. Analogamente, se il danno inflitto a un sovrano-G è pari o superiore al suo DEF, esso viene distrutto.
4. Risultato dell'Attacco: Se un giocatore scende a 0 o meno punti vita a causa di un attacco diretto, perde la partita.

Questa fase è fondamentale per la strategia del gioco, poiché permette ai giocatori di infliggere danni diretti agli avversari e gestire le proprie risorse in modo efficace durante il conflitto.

### Giudizio
La fase di Giudizio nel gioco "Force of Will" è un momento chiave in cui i giocatori possono trasformare il proprio sovrano in un sovrano-G, aumentando le sue capacità e permettendogli di partecipare attivamente alla battaglia. Ecco un riassunto delle principali meccaniche di questa fase:
1. Condizioni per il Giudizio: Per effettuare il giudizio, il sovrano deve essere recuperato (non spossato) e il giocatore deve soddisfare le condizioni specificate nell'abilità [Attiva-G] del sovrano.
2. Trasformazione: Quando viene effettuato il giudizio, il sovrano viene girato sul lato del sovrano-G e posizionato nel terreno. Da quel momento, il sovrano-G può partecipare alla battaglia come un risonatore.
3. Limitazioni: Un giocatore non può convocare pietre magiche durante un turno in cui ha già effettuato il giudizio.
4. Effetti del Giudizio: Il sovrano-G perde ATK, DEF e tutte le abilità precedenti, ma mantiene la capacità di spossarsi per convocare pietre magiche.
5. Strategia: Questa fase è strategicamente importante poiché consente ai giocatori di potenziare le proprie risorse e influenzare il corso della partita attraverso l'attacco e la difesa.

In sintesi, la fase di Giudizio offre ai giocatori l'opportunità di trasformare il loro sovrano in una forma più potente, aumentando le opzioni strategiche disponibili durante la partita. 

## Scopo del gioco[4][5][8]
Nel gioco "Force of Will", lo scopo del gioco è ridurre i punti vita dell'avversario a zero o costringerlo a non poter pescare una carta durante la fase di acquisizione, poiché il suo mazzo è esaurito. Ogni giocatore inizia con 4000 punti vita e utilizza due mazzi distinti: il mazzo principale e il mazzo delle pietre magiche.

### Obbiettivi principali
- Danno all'Avversario: Infliggere danno al sovrano dell'avversario attraverso attacchi diretti o combattimenti tra risonatori.
- Gestione delle Risorse: Utilizzare abilità e magie per controllare il campo di battaglia e ottimizzare le proprie mosse strategiche.
- Utilizzo del Giudizio: Trasformare il proprio sovrano in un sovrano-G per aumentare le capacità di attacco e difesa, migliorando le possibilità di vittoria.

## Formati di gioco
Il gioco comprende diversi formati che limita o estende l’uso di determinate carte. In base al formato sarà possibile usare determinate carte, mentre altre saranno escluse. Attualmente sono state rilasciate i seguenti formati:

### Formato "Origin"
Il Formato Origin (Formato Origine) chiamato anche Formato Esteso permette di utilizzare tutte le carte finore uscite.
- Formato "Origin Bifrost"

Il Formato Origin Bifrost (Formato Origine del Bifrǫst) è un sotto formato del Formato Origin che consente di utilizzare tutte le carte finora uscite, ma esclude dal gioco l’abilità Break e l’area Life Break, per cui potranno essere giocate le carte con abilità Break, ma non gli effetti dell'abilità Break.

### Formato "New Frontiers"
Il Formato New Frontiers (Formato Nuove Frontiere), consente di utilizzare solo le carte di due blocchi di gioco. Attualmente sono in gioco i seguenti formati con queste caratteristiche.
- Formato New Frontiers "Grimm/Alice"

Il Formato New Frontiers Grimm/Alice è un sotto formato del Formato New Frontiers che consente di utilizzare solo le carte del blocco Grimm e Alice.
- Formato New Frontiers "Alice/Lapis"

Il Formato New Frontiers Alice/Lapis è un sotto formato del Formato New Frontiers che consente di utilizzare solo le carte del blocco Alice e Lapis.
- Formato New Frontiers "Lapis/Reiya"

Il Formato New Frontiers Lapis/Reiya è un sotto formato del Formato New Frontiers che consente di utilizzare solo le carte del blocco Lapis e Reiya.
- Formato New Frontiers "Reiya/Nuova Valhalla"

Il Formato New Frontiers Reiya/Nuova Valhalla è un sotto formato del Formato New Frontiers che che consente di utilizzare solo le carte del blocco Reiya e Nuova Valhalla.
- Formato New Frontiers "Nuova Valhalla/Origini di Alice"

Il Formato New Frontiers Nuova Valhalla/Origini di Alice è un sotto formato del Formato New Frontiers che pche consente di utilizzare solo le carte del blocco Nuova Valhalla e Origini di Alice.

### Formato "Blocco"
Il Formato Blocco premete di utilizzare solo le carte del Blocco di appartenenza.

#### Formato "Wanderer"
Il Formato Wanderer (Formato Vagabondo) permette di utilizzare tutte le carte uscite finora, tranne quelle del Blocco Valhalla che sono escluse dal formato.

## Le espansioni del gioco
I set di espansione del gioco di carte collezionabili Force of Will, edito da Force of Will Co., Ltd., sono una lista di nuove carte (incluse anche ristampe) che si aggiungono a quelle già esistenti per sviluppare e rendere il gioco sempre più vario, spesso introducendo regole completamente nuove.
La Force of Will Co., Ltd. stampa le carte di Force of Will in due tipi di set: set espansione e set fissi, comunemente chiamati Fixed. La differenza tra i due tipi di set è che i "set espansione" ampliano il gioco aggiungendo carte completamente nuove e nuove dinamiche. I "set fissi", invece, contengono carte nuove come nei "set espansione", ma includono anche ristampe di carte precedentemente pubblicate. Inoltre, i "set fissi" raccontano vicende del tutto diverse dal blocco di appartenenza, narrando storie di un altro piano dimensionale. Questi set sono stati denominati "fuori trama" proprio per questa caratteristica.
I "set espansione" sono stati messi in commercio in blocchi. Queste tetralogie (eccetto per il blocco Valhalla, che è una trilogia) sono costituite da tre grandi espansioni di oltre 100 carte, seguite da un piccolo set di meno (o uguale) a 100 carte. Tutte le espansioni dei blocchi e dei set fissi possiedono nel loro set cinque sole Pietre Magiche normali di ogni attributo (esclusi gli attributi speciali).

### Set di Espansione
L'espansione di Force of Will rappresenta un elemento cruciale nel gioco di carte, introducendo nuove dinamiche e storie attraverso set assortiti di carte. Ecco una sintesi delle caratteristiche principali delle espansioni e dei cicli narrativi.

#### Espansioni
- Definizione: Le espansioni consistono in set di carte che ampliano le dinamiche di gioco, introducendo nuove tipologie di carte, abilità e talenti. Raramente vengono aggiunti nuovi attributi.
- Blocco: Le espansioni sono organizzate in blocchi, ciascuno con una tematica specifica che può includere strategie particolari o carte esclusive.
- Narrazione: Ogni espansione racconta una storia, pubblicata sul sito ufficiale o attraverso il "testo di colore" presente sulle carte. Tuttavia, i set fissi all'interno dei blocchi possono narrare storie diverse.

#### Cicli Narrativi
- Cicli: Le storie in Force of Will sono suddivise in "cicli", ciascuno dei quali narra eventi che possono essere slegati dai cicli precedenti.
- Esempi:Ciclo Grimm

| Blocco Valhalla                          |      |                               |                   |    |    |    |    |   |   |     |
| L'Alba del Valhalla                      | 1    | 7-22 marzo 2015               | 6 marzo 2015      | 96 | 50 | 50 | 10 | — | — | 206 |
| La Guerra del Valhalla                   | 2    | 23 gennaio-8 febbraio 2015    | 20 gennaio 2015   | 85 | 42 | 24 | 7  | — | — | 158 |
| Splendore di Valhalla                    | 3    | —                             | —                 | 59 | 41 | 30 | 5  | — | — | 135 |
| Blocco Grimm                             |      |                               |                   |    |    |    |    |   |   |     |
| Fiaba della Luna Scarlatta               | CMF  | 27 settembre-5 ottobre 2014   | 22 settembre 2014 | 45 | 20 | 30 | 10 | — | — | 105 |
| Il Castello Volante e Le Due Torri       | TAT  | 23 dicembre-6 gennaio 2015    | 23 dicembre 2014  | 45 | 20 | 25 | 15 | — | — | 105 |
| Il Ritorno della Sacerdotessa della Luna | MPR  | 17 aprile 2014 -3 maggio 2015 | 11 aprile 2015    | 48 | 20 | 27 | 11 | 5 | — | 110 |
| Le Ere Millenarie                        | MOA  | 24 luglio-8 agosto 2015       | 24 luglio 2015    | 20 | 15 | 10 | 5  | — | — | 50  |
| Blocco Alice                             |      |                               |                   |    |    |    |    |   |   |     |
| I Sette Re                               | SKL  | 18 settembre-4 ottobre 2015   | 25 settembre 2015 | 45 | 20 | 30 | 10 | — | — | 105 |
| La Viandante del Crepuscolo              | TTW  | 4-10 dicembre 2015            | 11 dicembre 2015  | 43 | 21 | 36 | 10 | — | — | 110 |
| La Salvatrice dalla Luce Lunare          | TMS  | 4-10 marzo 2016               | 11 marzo 2016     | 38 | 20 | 27 | 10 | — | 5 | 100 |
| Battaglia per Attoractia                 | BFA  | 24-30 giugno 2016             | 1 luglio 2016     | 39 | 22 | 33 | 11 | — | 5 | 110 |
| Blocco Lapis                             |      |                               |                   |    |    |    |    |   |   |     |
| La Maledizione della Bara di Ghiaccio    | CFC  | 2-8 settembre 2016            | 9 settembre 2016  | 35 | 20 | 30 | 10 | — | 5 | 100 |
| Eredità Perduta                          | LEL  | 2-8 dicembre 2016             | 9 dicembre 2016   | 33 | 27 | 30 | 10 | — | 5 | 105 |
| Il Ritorno del Drago Imperatore          | RDE  | 3-9 marzo 2017                | 10 marzo 2017     | 35 | 25 | 30 | 10 | — | 5 | 105 |
| Echi del Nuovo Mondo                     | ENW  | 16-22 giugno 2017             | 23 giugno 2017    | 35 | 20 | 35 | 10 | — | 5 | 105 |
| Blocco Reiya                             |      |                               |                   |    |    |    |    |   |   |     |
| Antiche Notti                            | ACN  | 2-8 settembre 2017            | 9 settembre 2017  | 73 | 40 | 37 | 10 | — | 5 | 165 |
| Avvento del Re Demone                    | ADK  | 1-7 dicembre 2017             | 8 dicembre 2017   | 73 | 40 | 32 | 10 | — | — | 155 |
| La Strega del Tempo                      | TSW  | 2-8 marzo 2018                | 9 marzo 2018      | 75 | 43 | 39 | 13 | — | — | 170 |
| Venti della Luna Minacciosa              | WOM  | 1-7 giugno 2018               | 8 giugno 2018     | 50 | 35 | 31 | 11 | — | — | 127 |
| Blocco Nuova Valhalla                    |      |                               |                   |    |    |    |    |   |   |     |
| Nuova Alba                               | NDR  | 21-27 settembre 2018          | 28 settembre 2018 | —  | —  | —  | —  | — | — | 110 |
| I Visitatori del Nuovo Valhalla          | SDV  | 11-17 gennaio 2019            | 18 gennaio 2018   | 40 | 30 | 20 | 10 | ? | — | 100 |
| Risveglio degli Antichi                  | AOA  | 17-23 maggio 2019             | 24 maggio 2019    | 40 | 30 | 20 | 10 | ? | — | 100 |
| La Battaglia Definitiva del Valhalla     | DVB  | 23-29 agosto 2019             | 30 agosto 2019    | 35 | 25 | 20 | 20 | ? | — | 100 |
| Blocco Origini di Alice                  |      |                               |                   |    |    |    |    |   |   |     |
| Origini di Alice                         | A01  | 8-14 novembre 2019            | 22 novembre 2019  | ?  | ?  | ?  | ?  | ? | — | 147 |
| Origini di Alice II                      | A02  | 14-20 febbraio 2020           | 14 febbraio 2020  | ?  | ?  | ?  | ?  | ? | — | 166 |
| Origini di Alice III                     | A03  | 15 maggio-14 giugno 2020      | 22 maggio 2020    | ?  | ?  | ?  | ?  | ? | — | 92  |
| Prologo di Attoractia                    | PofA | ?                             | 21 agosto 2020    | ?  | ?  | ?  | ?  | ? | — | 150 |
| Blocco Saga                              |      |                               |                   |    |    |    |    |   |   |     |
| L'Epica del Signore dei Draghi           | EDL  | 13 novembre 2020              | 20 novembre 2020  | ?  | ?  | ?  | ?  | ? | — | 90  |
| La Guerra delle Pietre Magiche - Zero    | MSW  | 19 febbraio 2021              | 26 febbraio 2021  | ?  | ?  | ?  | ?  | ? | — | 132 |
| Assalto nel Mondo Demoniaco              | ADW  | ?                             | 28 maggio 2021    | ?  | ?  | ?  | ?  | ? | — | ?   |

### Set Fissi
L'espansione fissa, chiamata anche Fixed, Special Set o Kit avanzato, è un'espansione speciale che non viene venduta in bustine singole, ma come un kit di carte che forma cinque mazzi predefiniti da gioco per cinque giocatori, accompagnato da una bustina speciale con carte bonus, tutte composte da carte esclusive dell'espansione. Ogni confezione, oltre a possedere cinque mazzi da gioco e una bustina bonus, include anche due "campi da gioco", un "libretto delle regole", un "foglio delle regole rapide" e un "elenco delle carte" che illustra le carte che compongono i mazzi.
Questi tipi di espansione sono stati creati sia per i giocatori principianti che per gli esperti, poiché ripropongono carte ambite dai giocatori per la loro utilità o carte con abilità notevoli, oltre alle carte esclusive dell'espansione.
La bustina bonus è una bustina che contiene esclusivamente dieci carte olografiche e viene messa in palio per i Pre-release dei set fissi.
L'espansione "Vingolf: Engage Knights" è un kit unico progettato per due soli giocatori, mentre le espansioni pubblicate in seguito sono state ampliate per cinque giocatori. Anche la bustina bonus inizialmente conteneva solo cinque carte; con le seguenti espansioni è diventata di dieci.
Le carte di questi set sono le uniche a essere prive di rarità, tranne i sovrani.
| Blocco Grimm                            |          |   |                  |    |   |    |    |   |     |     |
| Vingolf: Engage Knights                 | VIN001   | — | 24 luglio 2015   | —  | — | 5  | —  | — | 89  | 94  |
| Blocco Alice                            |          |   |                  |    |   |    |    |   |     |     |
| Vingolf: Valkyria Chronicles            | VIN002   | — | 29 luglio 2016   | —  | — | 5  | —  | — | 220 | 225 |
| Blocco Lapis                            |          |   |                  |    |   |    |    |   |     |     |
| Vingolf: La Migliore Squadra di Sovrani | VIN003   | — | 24 febbraio 2017 | —  | — | 5  | —  | — | 230 | 235 |
| Blocco Origini di Alice                 |          |   |                  |    |   |    |    |   |     |     |
| Ghost in the Shell SAC 2045             | GITS2045 | — | 4 maggio 2020    | 48 | — | 17 | 13 | 2 | —   | 80  |

## I mazzi da gioco precostruiti
Oltre alle espansioni, sono stati rilasciati mazzi precostruiti per facilitare l'apprendimento delle varie tipologie di carte. Le confezioni comprendono, oltre alle carte (solitamente 40 carte per il "Mazzo principale" e 10 carte "Pietra Magica", che rappresentano il numero minimo consentito per giocare secondo le regole), un "campo da gioco" (la griglia su cui disporre le carte), un "libretto delle regole" aggiornato e un "foglio dei consigli" (che offre suggerimenti sulle mosse strategiche del mazzo e sulle carte per potenziarlo ulteriormente). Attualmente, la società propone due tipologie di mazzi: i "Mazzi introduttivi", destinati a un singolo giocatore, e i "Doppi mazzi introduttivi", pensati per due giocatori.

### Mazzi Introduttivi
Il mazzo introduttivo, noto anche come "Mazzo tematico" o "Mazzo tematico precostruito", è un mazzo già pronto all'uso, che include un "Sovrano", 10 Pietre Magiche normali e un set di 40 carte con una strategia o un tema specifico. Ogni mazzo introduttivo è fornito con, oltre al mazzo di gioco, un "campo da gioco", una griglia su cui disporre le carte durante la partita, un "libretto delle regole" aggiornato secondo la versione corrente del regolamento del gioco, conforme alle linee guida autorizzate dall'azienda, e infine un "foglio dei consigli", che illustra le strategie da adottare per sfruttare al meglio il mazzo introduttivo e suggerisce modi per potenziarlo ulteriormente.I mazzi introduttivi del Blocco Lapis, a differenza delle precedenti pubblicazioni, sono stati rilasciati in due varianti: una Standard e una Deluxe. Quest'ultima è disponibile esclusivamente in lingua inglese e include, oltre al mazzo, 3 bustine di "La Maledizione della Bara di Ghiaccio" (in inglese) e 2 dadi a sei facce.
| Blocco Valhalla                      |      |                  |         |        |        |        |   |        |    |
| Cavalieri della Tavola Rotonda       | S    | 4 novembre 2014  | 46 (13) | —      | 4 (3)  | 1 (1)  | — | —      | 51 |
| Lupi delle Fiamme Infuriate          | S    | 4 novembre 2014  | 40 (11) | 6 (2)  | 4 (3)  | 1 (1)  | — | —      | 51 |
| Palazzo Reale dei Mari Tumultuosi    | S    | 4 novembre 2014  | 44 (12) | 2 (1)  | 4 (3)  | 1 (1)  | — | —      | 51 |
| Circolo Magico dell'Uragano          | S    | 4 novembre 2014  | 44 (12) | 2 (1)  | 4 (3)  | 1 (1)  | — | —      | 51 |
| Fantasma di Fuliggine                | S    | 4 novembre 2014  | 42 (11) | 4 (2)  | 4 (3)  | 1 (1)  | — | —      | 51 |
| Blocco Alice                         |      |                  |         |        |        |        |   |        |    |
| Arla, Il Signore degli Alati         | SKL  | 11 dicembre 2015 | 30 (7)  | 8 (3)  | 9 (3)  | 4 (1)  | — | —      | 51 |
| Machina, Il Signore delle Macchine   | SKL  | 11 dicembre 2015 | 34 (7)  | 8 (3)  | 5 (2)  | 4 (1)  | — | —      | 51 |
| Valentina, La Principessa dell'Amore | SKL  | 11 dicembre 2015 | 26 (5)  | 10 (3) | 11 (4) | 4 (1)  | — | —      | 51 |
| Pricia, La Signora delle Bestie      | SKL  | 11 dicembre 2015 | 18 (3)  | 4 (1)  | 25 (9) | 4 (1)  | — | —      | 51 |
| Rezzard, Il Signore dei Non-Morti    | SKL  | 11 dicembre 2015 | 26 (5)  | 8 (2)  | 17 (5) | —      | — | —      | 51 |
| Blocco Lapis                         |      |                  |         |        |        |        |   |        |    |
| Forza delle Fiabe                    | SDL  | 9 settembre 2016 | 16 (4)  | 8 (2)  | 9 (3)  | 8 (2)  | — | 10 (1) | 51 |
| Furia di R'lyeh                      | SDL  | 9 settembre 2016 | 16 (4)  | 8 (2)  | 9 (3)  | 8 (2)  | — | 10 (1) | 51 |
| Ghiaccio Malefico                    | SDL  | 9 settembre 2016 | 16 (4)  | 8 (2)  | 9 (3)  | 8 (2)  | — | 10 (1) | 51 |
| Sciame Elfico                        | SDL  | 9 settembre 2016 | 16 (4)  | 8 (2)  | 9 (3)  | 8 (2)  | — | 10 (1) | 51 |
| Fame Vampirica                       | SDL  | 9 settembre 2016 | 16 (4)  | 8 (2)  | 9 (3)  | 8 (2)  | — | 10 (1) | 51 |
| Blocco Reiya                         |      |                  |         |        |        |        |   |        |    |
| Re della Montagna                    | SDR1 | 18 agosto 2017   | 16 (4)  | 8 (2)  | 9 (3)  | 12 (3) | — | 6 (1)  | 51 |
| Sangue dei Draghi                    | SDR2 | 18 agosto 2017   | 16 (4)  | 8 (2)  | 13 (4) | 8 (2)  | — | 6 (1)  | 51 |
| Sotto le Onde                        | SDR3 | 18 agosto 2017   | 16 (4)  | 8 (2)  | 13 (4) | 8 (2)  | — | 6 (1)  | 51 |
| Scarica Elementare                   | SDR4 | 18 agosto 2017   | 16 (4)  | 8 (2)  | 13 (4) | 8 (2)  | — | 6 (1)  | 51 |
| Figli della notte                    | SDR5 | 18 agosto 2017   | 16 (4)  | 8 (2)  | 13 (4) | 8 (2)  | — | 6 (1)  | 51 |
| I Tomi Perduti                       | SDR6 | 9 marzo 2018     | -       | -      | -      | -      | — | -      | 51 |

### Doppi mazzi introduttivi
Il Doppio mazzo introduttivo, noto anche come "Mazzo da duello" (comunemente chiamato in inglese "Duel Deck") o "Kit da apprendimento", è composto da mazzi introduttivi che includono due mazzi da gioco differenti, le cui prestazioni si equivalgono, permettendo ai giocatori di avere un livello simile. A differenza dei normali mazzi per singoli giocatori, che sono destinati a chi ha esperienza di gioco, questi mazzi sono pensati per i giocatori che vogliono apprendere le meccaniche di gioco, gli effetti delle carte e come applicarli correttamente.Infatti, questi tipi di mazzi, oltre a possedere due mazzi da gioco, sono dotati di due "campi da gioco", un "libretto delle regole" e un "foglio dei consigli strategici". Quest'ultimo foglio contiene le interazioni dei mazzi e istruzioni su come applicare correttamente gli effetti delle carte. Inoltre, questi mazzi hanno la possibilità di essere combinati per formare un unico mazzo avanzato, consentendo di competere con i mazzi più complessi.
| Blocco Grimm                                        |      |                   |   |   |   |   |   |   |    |
| Lumia vs Biancaneve                                 | ?    | 18 giugno 2015    | — | — | — | — | — | — | 57 |
| Alice vs Dracula                                    | ?    | 18 giugno 2015    | — | — | — | — | — | — | 58 |
| Blocco Alice                                        |      |                   |   |   |   |   |   |   |    |
| Faria, La Sacra Regina e Melgis, il Re della Fiamma | VS   | 24 luglio 2015    | — | — | — | — | — | — | ?  |
| Blocco Nuova Valhalla                               |      |                   |   |   |   |   |   |   |    |
| Set Introduttivo Nuovo Valhalla [Luce]              | SDV1 | 21 settembre 2018 | — | — | — | — | — | — | 64 |
| Set Introduttivo Nuovo Valhalla [Fuoco]             | SDV2 | 21 settembre 2018 | — | — | — | — | — | — | 64 |
| Set Introduttivo Nuovo Valhalla [Acqua]             | SDV3 | 21 settembre 2018 | — | — | — | — | — | — | 64 |
| Set Introduttivo Nuovo Valhalla [Vento]             | SDV4 | 21 settembre 2018 | — | — | — | — | — | — | 64 |
| Set Introduttivo Nuovo Valhalla [Oscurità]          | SDV5 | 21 settembre 2018 | — | — | — | — | — | — | 64 |

## Criterio sulla rarità delle carte
Le carte di Force of Will, oltre alla loro diversificazione in tipologia e attributo, si differenziano ulteriormente per la rarità, che indica la probabilità di trovare una determinata carta all'interno delle bustine. Per comprendere la rarità di una carta, tutte le carte presentano una dicitura in basso a sinistra, nella linea di copyright, che indica l'espansione di appartenenza e il numero della sua collocazione all'interno dell'espansione, seguito da lettere che indicano la rarità della carta. Le lettere utilizzate per rappresentare la rarità sono quattro: "C" per le Comuni, "U" per le Non Comuni, "R" per le Rare e "SR" per le Super Rare.
Oltre al criterio della rarità espresso in lettere, alcune carte si distinguono visivamente grazie alla presenza di speciali finiture olografiche, comunemente chiamate "Foil". Fino all'espansione "Il Ritorno della Sacerdotessa della Luna", queste ultime erano esclusive delle carte appartenenti alle rarità Rara e Super Rara. Con l'espansione "Le Ere Millenarie", la disposizione dei pacchetti è stata modificata per includere una Rara e una olografica a caso tra le carte dell'espansione, indipendentemente dalla rarità espressa in lettere. Di conseguenza, sarà possibile trovare una Super Rara garantita in ogni bustina, ma non sarà olografica, sostituendo il posto della Pietra Magica di base. A partire dall'espansione "I Sette Re", la disposizione dei pacchetti è stata nuovamente modificata, dando la possibilità di trovare una carta Emblema o una carta Sovrano al posto della Pietra Magica di base.
Oltre alle rarità espresse in lettere e tramite finiture olografiche, alcuni esemplari di carte vengono rilasciati esclusivamente in tornei (raggiungendo una determinata posizione nella classifica), partecipando a eventi di gioco o tornei (basta partecipare all'evento o al torneo), tramite Punti Achievement nei Kit Reward e in occasioni festive (carte regalate per commemorare festività). Altre carte possono essere ottenute acquistando determinati box di carte o trovandole fortuitamente nelle bustine dei set. Ecco i criteri delle carte esclusive finora rilasciate.
Le carte di Force of Will presentano diverse categorie di rarità, ognuna con caratteristiche specifiche:
- Promo: Carte speciali rilasciate in occasione dei tornei di promozione delle nuove espansioni, non giocabili nei tornei stessi.
- Promo Celebrativa: Carte speciali rilasciate durante tornei che si svolgono in occasioni festive o per commemorare eventi, anch'esse non giocabili nei tornei.
- Rara Segreta: Chiamate in gergo "Rara Segret", queste carte non sono incluse nella numerazione dell'espansione in cui possono essere trovate.
- Rara Artistica: Conosciute come "Full Art", queste carte hanno un'illustrazione più estesa rispetto alle normali carte.
- Rara Parallela: Chiamate in gergo "Rara Parallel", introdotte nel set "Le Ere Millenarie" ed esclusive per le Rare e Super Rare. Presentano una patina olografica, con l'immagine che copre quasi l'intero layout della carta. Mostrano anche la scritta "Force of Will" sul lato sinistro e il simbolo del gioco sul lato destro. Se si tratta di un Risonatore o Sovrano-G, i valori di attacco e difesa sono scritti in caratteri dorati. A partire dall'espansione "La Salvatrice della Luce Lunare", la scritta e il simbolo sono stati rimossi, e le Super Rare presentano invece il nome dorato e alcune parti dell'immagine con un pattern in rilievo (in genere righe o esagoni).
- Rara Monocromatica: Chiamate in gergo "Rara Uber", introdotte nel set "La Viandante del Crepuscolo" ed esclusive dei sovrani. Sia il lato Sovrano che quello Sovrano-G sono in scala di grigio, fatta eccezione per un dettaglio in un solo colore nel lato Sovrano-G. Quest'ultimo presenta una patina olografica a rilievo. Sebbene esistano solo in lingua inglese, si possono trovare nei pacchetti di qualsiasi lingua, ma sono estremamente rare.
- Rara Lamincards: Speciali carte stampate su PVC trasparente attraverso una tecnica simile alla stampa offset. Sono rilasciate raggiungendo una determinata posizione nella classifica dei tornei Championship.
- Rara Metallica: Carte stampate su metallo, rilasciate raggiungendo una determinata posizione nella classifica dei tornei Championship.

In rari casi, all'interno di alcuni box delle espansioni è possibile trovare una bustina non conforme ai parametri standard; queste bustine vengono chiamate Bustine D'oro, conosciute anche come "God Pack" (in italiano: Bustina di Dio). Sebbene siano indistinguibili dalle altre, queste bustine speciali contengono solo carte olografiche della rarità Rara e Super Rara.

## Ambientazione del gioco
Force of Will è ambientato in un universo immaginario, prevalentemente composto da personaggi provenienti da fiabe, eventi storici, eventi biblici e leggende provenienti da qualsiasi parte del mondo, oltre che personaggi originari dell'universo di gioco (come i Sette Re). L’ambientazione del gioco è stata narrata tramite bevi riassunti e storie a fumetti (fumetti online) pubblicati sul sito internet ufficiale fow-tcg.com e in quello italiano. In molte carte è presente un testo non utilizzato ai fini del gioco che racconta una parte della storia del mondo di Force of Will.

## Il film d'animazione
Il film d'animazione "Force of Will" è stato realizzato ed è composto da sei cortometraggi, ciascuno della durata di circa 15 minuti. Questi cortometraggi esplorano diversi mondi dell'universo di Force of Will e presentano protagonisti come "Cthulhu", il "Re delle scimmie" (Sun Wukong), "Zombie", "Pinocchio", "Raam: Il Ponte di Lanka" e il "Drago".Ogni cortometraggio è stato prodotto da diversi studi di animazione e diretto da registi di spicco, tra cui Shuhei Morita. La produzione del film è stata annunciata nel 2016, con l'intento di espandere l'universo narrativo del gioco di carte.Il progetto ha visto il rilascio dei cortometraggi nel 2018, segnando un'importante tappa per il franchise e contribuendo a far conoscere meglio i vari aspetti e personaggi del mondo di Force of Will.